# Nassereith
Nassereith est une commune autrichienne du district d'Imst dans le Tyrol.

## Galerie

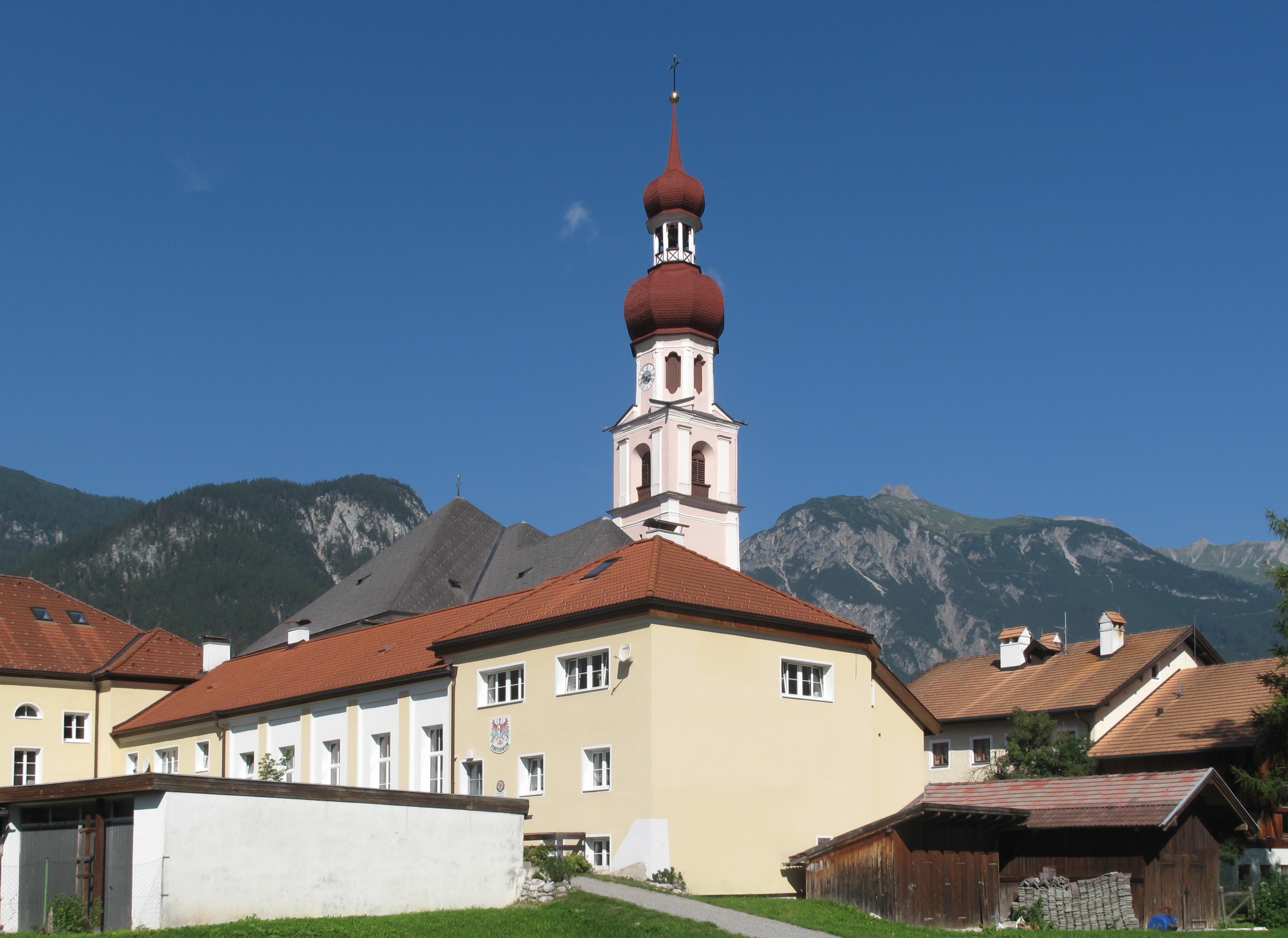
Nassereith, église : die Pfarrkirche hl. Drei König.
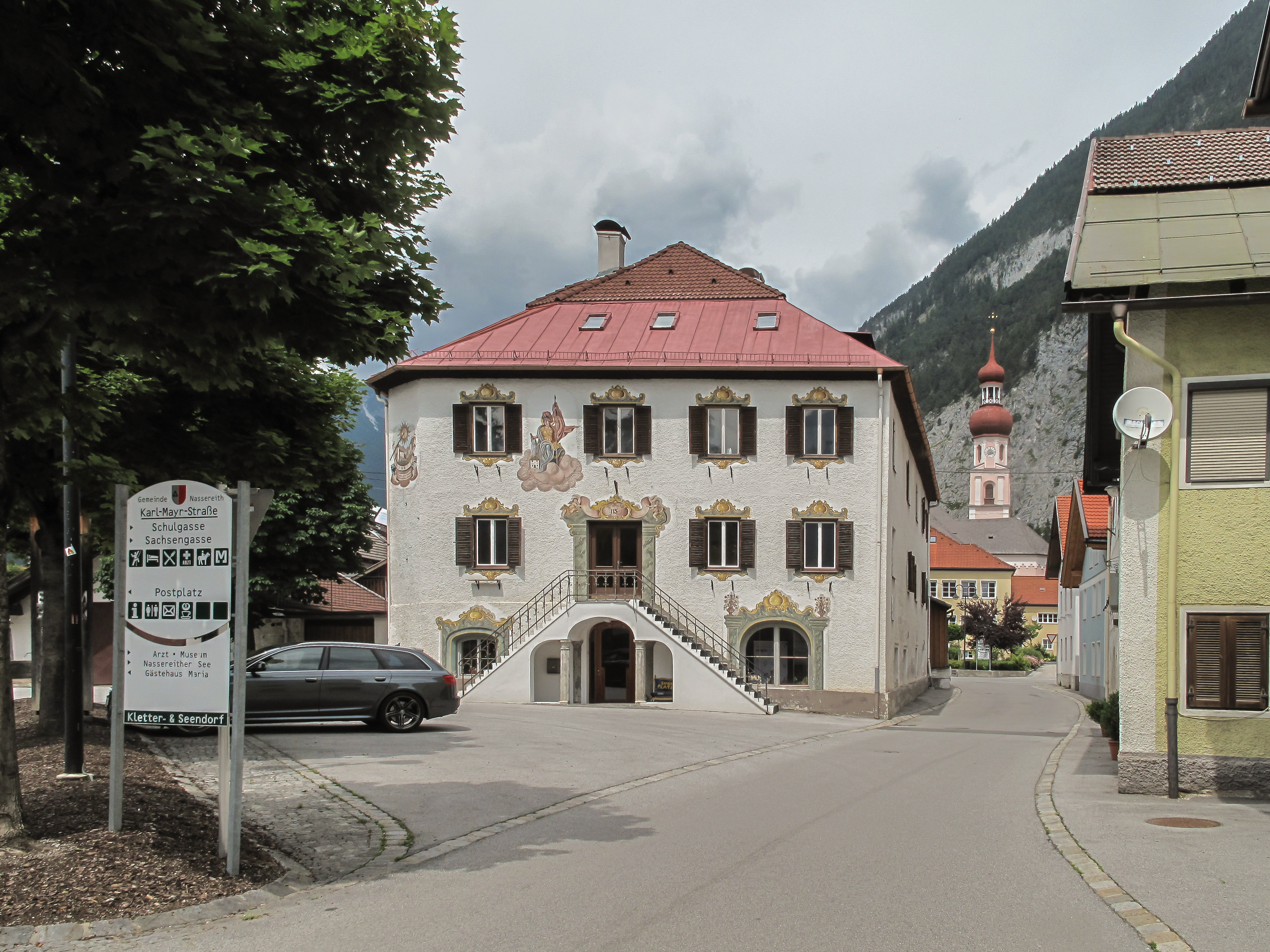
Nassereith, vue dans la rue : die Karl Meyrstrasse.
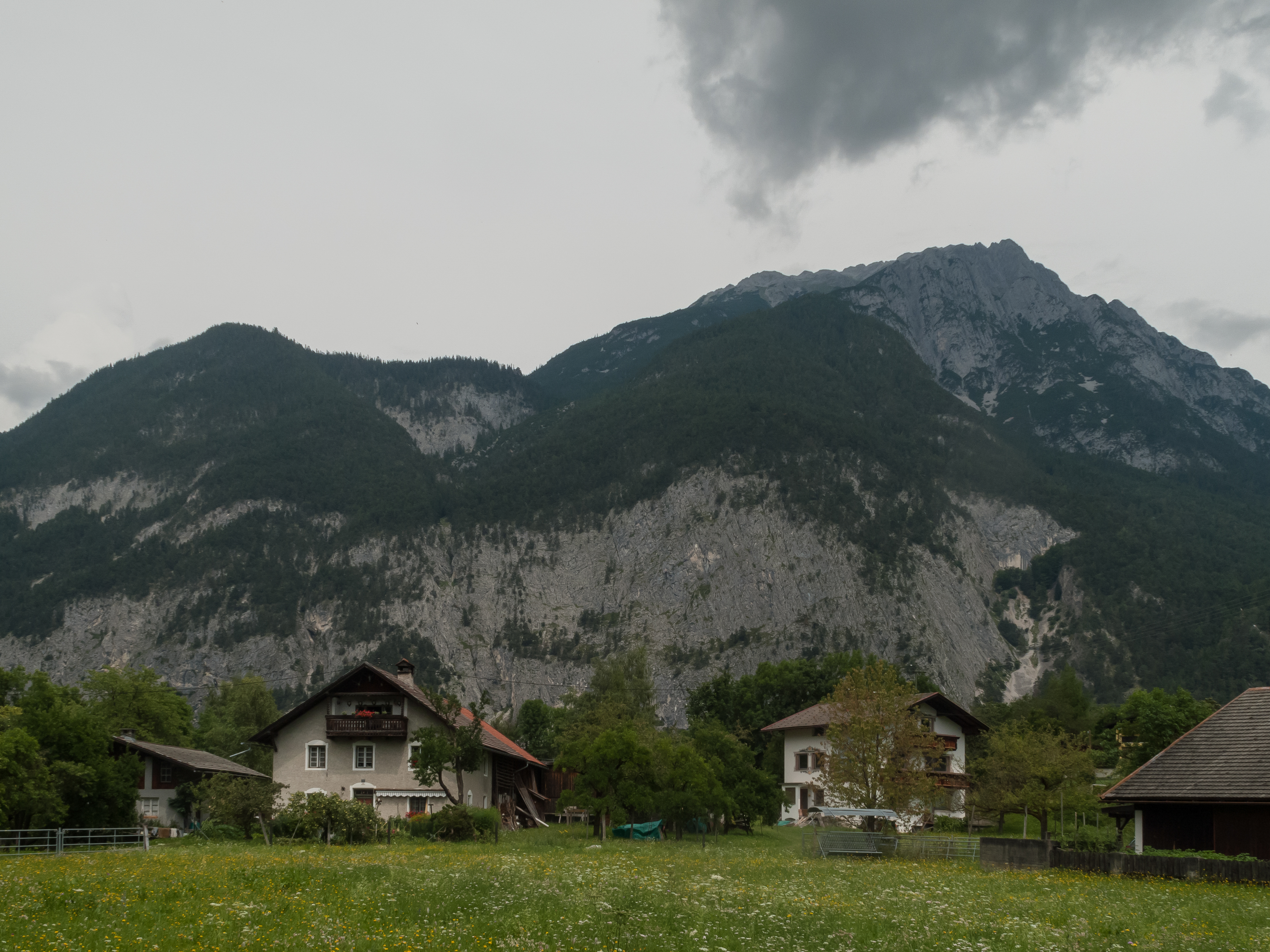
Nassereith, maison d'habitation au fond des montagnes.
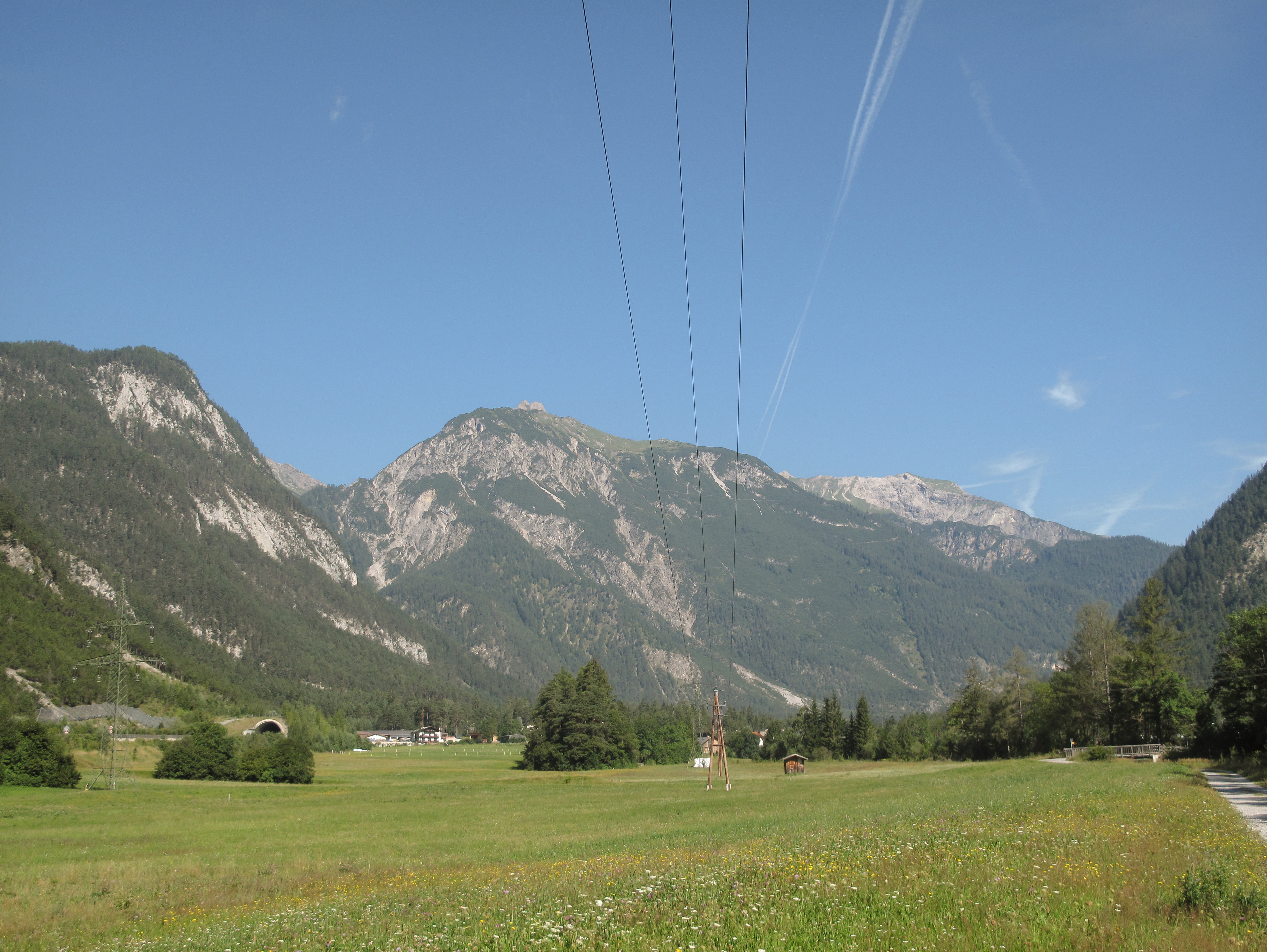
Panorama entre Nassereith et Dormitz.
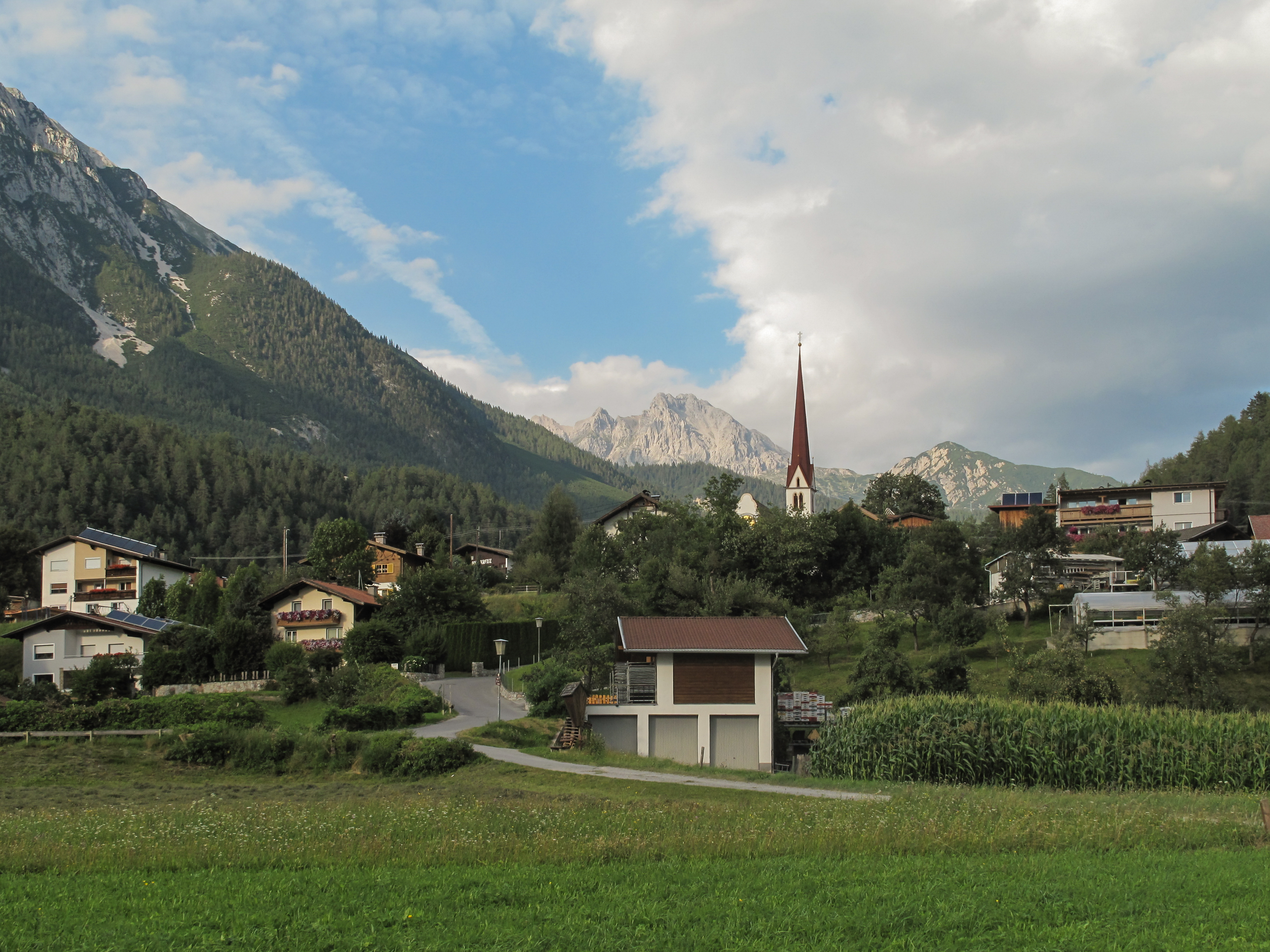
Dormitz, vue sur le village.
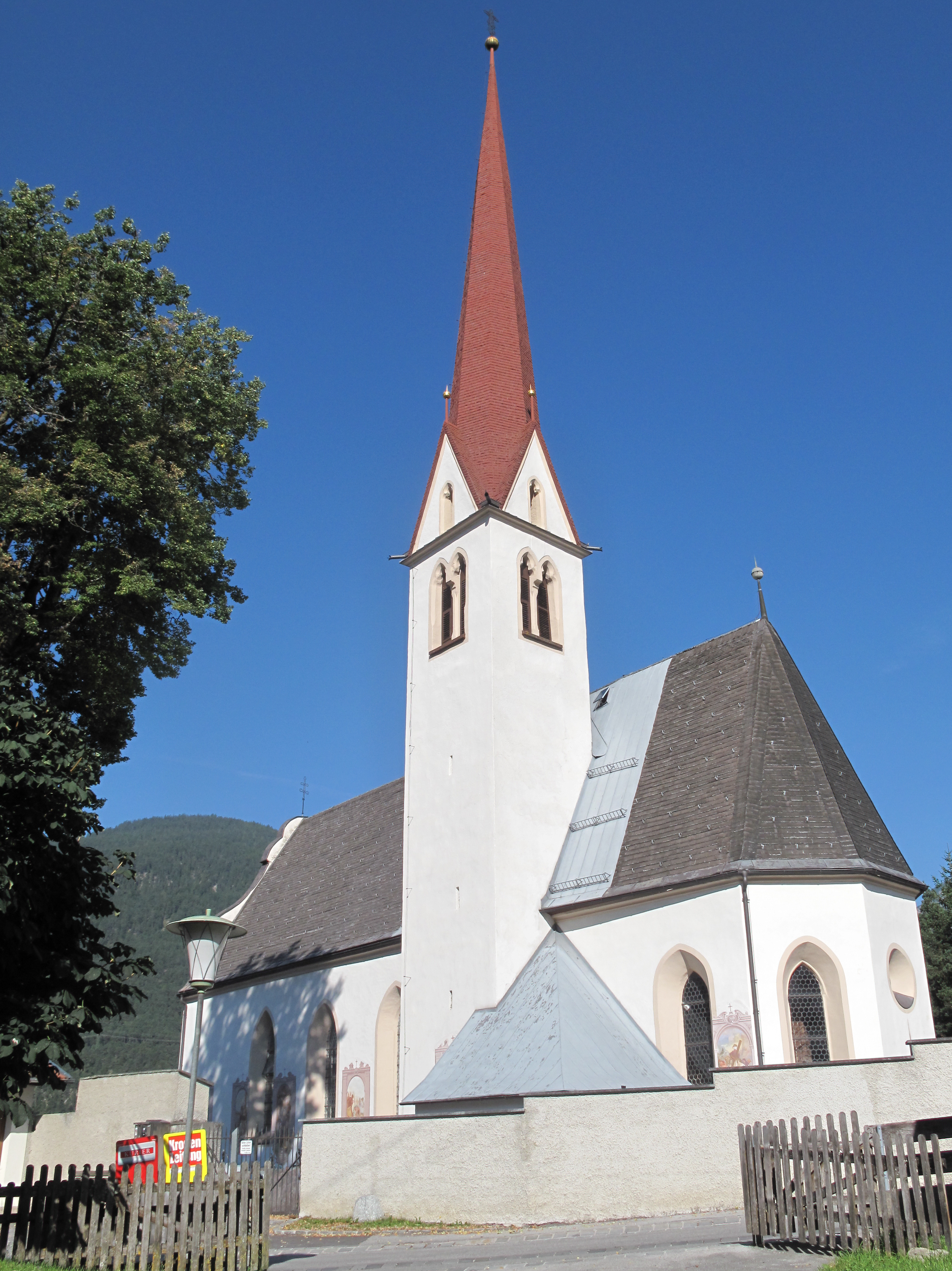
Dormitz, église : die Wahlfahrtskirche.